# Liga de Balompié Mexicano 2021
La Temporada 2021 de la Liga de Balompié Mexicano fue la II edición de esta competición. Comenzó el 21 de agosto de 2021 y finalizó el 12 de diciembre de 2021.

## Cambios
- Ocho equipos tomarán parte de la competencia.
- Se integran a la liga los clubes Halcones de Querétaro y Real Tlamazolan.[1][2]
- Atlético Veracruz y Halcones de Zapopan dejaron de formar parte de la LBM.[3][4]
- Las franquicias Acaxees de Durango, Club Veracruzano de Fútbol Tiburón, Los Cabos Fútbol Club y San José Fútbol Club, que fueron congeladas durante la temporada anterior, no se reincorporaron en este ciclo futbolístico, por lo que continúan con el mismo estatus.[5]
- Atlético Capitalino cambio de sede a Atitalaquia.
- Neza FC cambio de sede a Tultitlan.
- Se implemento la regla del menor, la cual consiste en que los equipos deben de alinear a jugadores nacidos en 2002 y cumplir con 630 minutos, en caso de no cumplirlos, los equipos serán castigados con resta de 3 puntos.

## Formato de Competencia

### Campeonato de liga
Torneo largo, todos contra todos a dos vueltas. Clasifican 4 equipos a la liguilla por el título.
El sistema de puntos es ligeramente distinto al de las demás ligas: se otorgan tres puntos por victoria; un punto por empate, siempre y cuando se anoten goles en el partido; y cero puntos por derrota.

### Cuadrangular de fase final
Los equipos ubicados entre el 1° y el 4° lugar de la tabla de clasificación, disputaron una serie semifinal a visita recíproca de la siguiente forma:
1° vs. 4°
2° vs. 3°
El criterio de desempate en semifinal es el siguiente:
1. Marcador global
2. Penales

En la serie final, si el marcador global termina empatado después del partido de vuelta, se define automáticamente por tiros desde el punto penal.

## Equipos participantes
| Club                      | Entrenador        | Ciudad                                | Estadio                       | Capacidad | Fundación      | Patrocinador   | Kit         |
| ------------------------- | ----------------- | ------------------------------------- | ----------------------------- | --------- | -------------- | -------------- | ----------- |
| Atlético Capitalino       | Carlos Reinoso Jr | Atitalaquia, Hidalgo                  | Deportivo Atitalaquia         | 3 000     | 2020 (4 años)  |                | Keuka       |
| Chapulineros de Oaxaca    | Omar Arellano     | San Jerónimo Tlacochahuaya, Oaxaca    | Independiente MRCI            | 3 000     | 1983 (42 años) | MRCI           | Felinus     |
| Furia Roja Fútbol Club    | Andrés González   | Jesús María, Jalisco                  | Ramírez Nogales               | 600       | 2020 (4 años)  | Casa Don Ramón | Romed       |
| Industriales de Naucalpan | Ricardo Carbajal  | Naucalpan de Juárez, Estado de México | José Ortega Martínez          | 3 700     | 2020 (4 años)  | La BTK         | Keuka       |
| Jaguares Jalisco          | Juan Pablo García | Zapopan, Jalisco                      | Complejo Deportivo Jaguares   | 3 000     | 2020 (4 años)  | Jaloma         | Doni Sports |
| Halcones de Querétaro     | Miguel Estrada    | Cadereyta, Querétaro                  | Unidad Deportiva de Cadereyta | 1 100     | 2021 (3 años)  | People Seguros | Keuka       |
| Neza Fútbol Club          | Mario Rodríguez   | Tultitlán, Estado de México           | Deportivo Cartagena           | 3 000     | 1991 (33 años) | MARULA         | UIN Sports  |
| Real Tlamazolan           | P. D.             | Ciudad Guzmán, Jalisco                | Olímpico de Ciudad Guzmán     | 3 700     | 2021 (3 años)  |                | Jarbet      |

### Equipos por Entidad Federativa
Se muestran los 8 equipos que son reconocidos como miembros oficiales de la ANBM.
| Estado           | N.º | Equipos                                |
| ---------------- | --- | -------------------------------------- |
| Jalisco          | 3   | Furia Roja, Jaguares y Real Tlamazolan |
| Estado de México | 2   | Industriales y Neza                    |
| Ciudad de México | 1   | Atlético Capitalino                    |
| Querétaro        | 1   | Halcones de Querétaro                  |
| Oaxaca           | 1   | Chapulineros                           |

### Cambios de entrenadores
| Equipo                | Entrenador (jornadas)                                                                               |
| --------------------- | --------------------------------------------------------------------------------------------------- |
| Halcones de Querétaro | Aldair Arteaga (1 - 2) José Antonio Cruz (3 - 8) Eduar Gonzalo Cruz (9 - 10) Miguel Estrada (11 - ) |
| Atlético Capitalino   | Eduardo Bacas (1 - 2) Ludovico Paulucci (3 - 5) Matías Rodríguez (6 - 9) Carlos Reinoso Jr (11 - )  |
| Real Tlamazolan       | Jorge Martínez (1 - 13*)                                                                            |

- Solo dirigió 12 partidos, el partido pendiente contra Atlético Capitalino no se presentó.

## Torneo regular
- El Calendario completo según la Página Oficial.
- Los horarios son correspondientes al Tiempo del Centro de México (UTC-6 y UTC-5 en horario de verano).[7]

### Primera Vuelta
| Jornada 1                 | Jornada 1 | Jornada 1             | Jornada 1            | Jornada 1    | Jornada 1 | Jornada 1 |
| Local                     | Resultado | Visitante             | Estadio              | Fecha        | Hora      |           |
| ------------------------- | --------- | --------------------- | -------------------- | ------------ | --------- | --------- |
| Industriales de Naucalpan | 3 - 0     | Halcones de Querétaro | José Ortega Martínez | 21 de agosto | 14:00     |           |
| Chapulineros de Oaxaca    | 4 - 1     | Atlético Capitalino   | Independiente MRCI   | 21 de agosto | 16:00     |           |
| Neza F. C.                | 1 - 4     | Real Tlamazolan       | Neza 86              | 22 de agosto | 14:00     |           |
| Furia Roja                | 2 - 1     | Jaguares Jalisco      | Ramírez Nogales      | 22 de agosto | 16:00     |           |

| Jornada 2             | Jornada 2 | Jornada 2                 | Jornada 2                     | Jornada 2    | Jornada 2 | Jornada 2 |
| Local                 | Resultado | Visitante                 | Estadio                       | Fecha        | Hora      |           |
| --------------------- | --------- | ------------------------- | ----------------------------- | ------------ | --------- | --------- |
| Atlético Capitalino   | 0 - 3     | Neza F. C.                | Valentín González             | 28 de agosto | 14:00     |           |
| Jaguares Jalisco      | 3 - 1     | Real Tlamazolan           | Club Deportivo Hacienda Real* | 28 de agosto | 18:00     |           |
| Halcones de Querétaro | 0 - 5     | Chapulineros de Oaxaca    | Unidad Deportiva Cadereyta    | 29 de agosto | 14:00     |           |
| Furia Roja            | 4 - 0     | Industriales de Naucalpan | Ramírez Nogales               | 29 de agosto | 16:00     |           |

| Jornada 3                 | Jornada 3 | Jornada 3             | Jornada 3                 | Jornada 3       | Jornada 3 | Jornada 3 |
| Local                     | Resultado | Visitante             | Estadio                   | Fecha           | Hora      |           |
| ------------------------- | --------- | --------------------- | ------------------------- | --------------- | --------- | --------- |
| Industriales de Naucalpan | 0 - 3     | Jaguares Jalisco      | José Ortega Martínez      | 4 de septiembre | 14:00     |           |
| Chapulineros de Oaxaca    | 7 - 0     | Furia Roja            | Independiente MRCI        | 4 de septiembre | 16:00     |           |
| Neza F. C.                | 2 - 1     | Halcones de Querétaro | Neza 86                   | 5 de septiembre | 14:00     |           |
| Real Tlamazolan           | 2 - 0     | Atlético Capitalino   | Olímpico de Ciudad Guzmán | 5 de septiembre | 16:00     |           |

| Jornada 4                 | Jornada 4 | Jornada 4              | Jornada 4                   | Jornada 4        | Jornada 4 | Jornada 4 |
| Local                     | Resultado | Visitante              | Estadio                     | Fecha            | Hora      |           |
| ------------------------- | --------- | ---------------------- | --------------------------- | ---------------- | --------- | --------- |
| Industriales de Naucalpan | 0 - 1     | Chapulineros de Oaxaca | José Ortega Martínez        | 11 de Septiembre | 14:00     |           |
| Jaguares Jalisco          | 5 - 1     | Atlético Capitalino    | Complejo Deportivo Jaguares | 11 de Septiembre | 16:00     |           |
| Halcones de Querétaro     | 0 - 1     | Real Tlamazolan        | Unidad Deportiva Cadereyta  | 12 de septiembre | 14:00     |           |
| Furia Roja                | 1 - 0     | Neza F. C.             | Ramírez Nogales             | 12 de septiembre | 16:00     |           |

| Jornada 5             | Jornada 5 | Jornada 5                 | Jornada 5                   | Jornada 5        | Jornada 5 | Jornada 5 |
| Local                 | Resultado | Visitante                 | Estadio                     | Fecha            | Hora      |           |
| --------------------- | --------- | ------------------------- | --------------------------- | ---------------- | --------- | --------- |
| Halcones de Querétaro | 3 - 1     | Atlético Capitalino       | Unidad Deportiva Cadereyta  | 18 de septiembre | 16:00     |           |
| Jaguares Jalisco      | 0 - 0     | Chapulineros de Oaxaca    | Complejo Deportivo Jaguares | 19 de septiembre | 12:00     |           |
| Neza F. C.            | 1 - 1     | Industriales de Naucalpan | Neza 86                     | 19 de septiembre | 14:00     |           |
| Real Tlamazolan       | 0 - 0     | Furia Roja                | Olímpico de Ciudad Guzmán   | 19 de septiembre | 17:30     |           |

| Jornada 6                 | Jornada 6 | Jornada 6           | Jornada 6                  | Jornada 6        | Jornada 6 | Jornada 6 |
| Local                     | Resultado | Visitante           | Estadio                    | Fecha            | Hora      |           |
| ------------------------- | --------- | ------------------- | -------------------------- | ---------------- | --------- | --------- |
| Industriales de Naucalpan | 1 - 0     | Real Tlamazolan     | José Ortega Martínez       | 25 de septiembre | 14:00     |           |
| Chapulineros de Oaxaca    | 1 - 0     | Neza F. C.          | Independiente MRCI         | 25 de septiembre | 16:00     |           |
| Halcones de Querétaro     | 0 - 3     | Jaguares Jalisco    | Unidad Deportiva Cadereyta | 26 de septiembre | 14:00     |           |
| Furia Roja                | 2 - 1     | Atlético Capitalino | Ramírez Nogales            | 26 de septiembre | 16:00     |           |

| Jornada 7           | Jornada 7 | Jornada 7                 | Jornada 7                 | Jornada 7    | Jornada 7 | Jornada 7 |
| Local               | Resultado | Visitante                 | Estadio                   | Fecha        | Hora      |           |
| ------------------- | --------- | ------------------------- | ------------------------- | ------------ | --------- | --------- |
| Atlético Capitalino | 2 - 3     | Industriales de Naucalpan | Deportivo Atitalaquia     | 2 de octubre | 15:00     |           |
| Real Tlamazolan     | 1 - 2     | Chapulineros de Oaxaca    | Olímpico de Ciudad Guzmán | 2 de octubre | 17:15     |           |
| Neza F. C.          | 1 - 4     | Jaguares Jalisco          | Neza 86                   | 3 de octubre | 14:00     |           |
| Furia Roja          | 5 - 2     | Halcones de Querétaro     | Ramírez Nogales           | 3 de octubre | 16:15     |           |

### Segunda Vuelta
| Jornada 8             | Jornada 8 | Jornada 8                 | Jornada 8                   | Jornada 8     | Jornada 8 | Jornada 8 |
| Local                 | Resultado | Visitante                 | Estadio                     | Fecha         | Hora      |           |
| --------------------- | --------- | ------------------------- | --------------------------- | ------------- | --------- | --------- |
| Atlético Capitalino   | 3 - 5     | Chapulineros de Oaxaca    | Deportivo Atitalaquia       | 9 de octubre  | 15:00     |           |
| Jaguares Jalisco      | 2 - 1     | Furia Roja                | Complejo Deportivo Jaguares | 9 de octubre  | 17:30     |           |
| Halcones de Querétaro | 3 - 3     | Industriales de Naucalpan | Unidad Deportiva Cadereyta  | 10 de octubre | 14:00     |           |
| Real Tlamazolan       | 2 - 0     | Neza F. C.                | Olímpico de Ciudad Guzmán   | 10 de octubre | 17:00     |           |

| Jornada 9                 | Jornada 9 | Jornada 9             | Jornada 9                      | Jornada 9     | Jornada 9 | Jornada 9 |
| Local                     | Resultado | Visitante             | Estadio                        | Fecha         | Hora      |           |
| ------------------------- | --------- | --------------------- | ------------------------------ | ------------- | --------- | --------- |
| Neza F. C.                | 2 - 1     | Atlético Capitalino   | Deportivo Cartagena Municipal* | 15 de octubre | 14:00     |           |
| Industriales de Naucalpan | 1 - 1     | Furia Roja            | José Ortega Martínez           | 16 de octubre | 14:00     |           |
| Chapulineros de Oaxaca    | 4 - 1     | Halcones de Querétaro | Independiente MRCI             | 16 de octubre | 16:15     |           |
| Real Tlamazolan           | 1 - 2     | Jaguares Jalisco      | Olímpico de Ciudad Guzmán      | 17 de octubre | 17:00     |           |

| Jornada 10            | Jornada 10 | Jornada 10                | Jornada 10                  | Jornada 10      | Jornada 10 | Jornada 10 |
| Local                 | Resultado  | Visitante                 | Estadio                     | Fecha           | Hora       |            |
| --------------------- | ---------- | ------------------------- | --------------------------- | --------------- | ---------- | ---------- |
| Jaguares Jalisco      | 1 - 3      | Industriales de Naucalpan | Complejo Deportivo Jaguares | 23 de octubre   | 17:30      |            |
| Halcones de Querétaro | 3 - 1      | Neza F. C.                | Unidad Deportiva Cadereyta  | 24 de octubre   | 14:00      |            |
| Furia Roja            | 2 - 3      | Chapulineros de Oaxaca    | Ramírez Nogales             | 24 de octubre   | 16:15      |            |
| Atlético Capitalino   | 2 - 3      | Real Tlamazolan           | Deportivo Atitalaquia       | 18 de noviembre | 14:00      |            |

| Jornada 11             | Jornada 11 | Jornada 11                | Jornada 11                    | Jornada 11    | Jornada 11 | Jornada 11 |
| Local                  | Resultado  | Visitante                 | Estadio                       | Fecha         | Hora       |            |
| ---------------------- | ---------- | ------------------------- | ----------------------------- | ------------- | ---------- | ---------- |
| Neza F. C.             | 2 - 2      | Furia Roja                | Deportivo Cartagena Municipal | 29 de octubre | 14:00      |            |
| Atlético Capitalino    | 0 - 6      | Jaguares Jalisco          | Deportivo Atitalaquia         | 30 de octubre | 14:00      |            |
| Chapulineros de Oaxaca | 3 - 1      | Industriales de Naucalpan | Independiente MRCI            | 30 de octubre | 16:15      |            |
| Real Tlamazolan        | 2 - 2      | Halcones de Querétaro     | Olímpico de Ciudad Guzmán     | 31 de octubre | 17:00      |            |

| Jornada 12                | Jornada 12 | Jornada 12          | Jornada 12                 | Jornada 12     | Jornada 12 | Jornada 12 |
| Local                     | Resultado  | Visitante           | Estadio                    | Fecha          | Hora       |            |
| ------------------------- | ---------- | ------------------- | -------------------------- | -------------- | ---------- | ---------- |
| Industriales de Naucalpan | 2 - 0      | Neza F. C.          | José Ortega Martínez       | 6 de noviembre | 14:00      |            |
| Chapulineros de Oaxaca    | 1 - 0      | Jaguares Jalisco    | Independiente MRCI         | 6 de noviembre | 16:15      |            |
| Halcones de Querétaro     | 3 - 1      | Atlético Capitalino | Unidad Deportiva Cadereyta | 7 de noviembre | 14:00      |            |
| Furia Roja                | 2 - 3      | Real Tlamazolan     | Ramírez Nogales            | 7 de noviembre | 16:15      |            |

| Jornada 13          | Jornada 13 | Jornada 13                | Jornada 13                  | Jornada 13      | Jornada 13 | Jornada 13 |
| Local               | Resultado  | Visitante                 | Estadio                     | Fecha           | Hora       |            |
| ------------------- | ---------- | ------------------------- | --------------------------- | --------------- | ---------- | ---------- |
| Neza F. C.          | 0 - 2      | Chapulineros de Oaxaca    | Deportivo Cartagena         | 12 de noviembre | 14:00      |            |
| Atlético Capitalino | 0 - 4      | Furia Roja                | Deportivo Atitalaquia       | 13 de noviembre | 14:00      |            |
| Jaguares Jalisco    | 3 - 1      | Halcones de Querétaro     | Complejo Deportivo Jaguares | 13 de noviembre | 16:30      |            |
| Real Tlamazolan     | 0 - 1      | Industriales de Naucalpan | Olímpico de Ciudad Guzmán   | 14 de noviembre | 16:00      |            |

| Jornada 14                | Jornada 14 | Jornada 14          | Jornada 14                  | Jornada 14      | Jornada 14 | Jornada 14 |
| Local                     | Resultado  | Visitante           | Estadio                     | Fecha           | Hora       |            |
| ------------------------- | ---------- | ------------------- | --------------------------- | --------------- | ---------- | ---------- |
| Jaguares Jalisco          | 4 - 3      | Neza F. C.          | Complejo Deportivo Jaguares | 19 de noviembre | 16:30      |            |
| Industriales de Naucalpan | 2 - 0      | Atlético Capitalino | José Ortega Martínez        | 20 de noviembre | 14:00      |            |
| Chapulineros de Oaxaca    | 4 - 0      | Real Tlamazolan     | Independiente MRCI          | 20 de noviembre | 16:15      |            |
| Halcones de Querétaro     | 2 - 1      | Furia Roja          | Unidad Deportiva Cadereyta  | 21 de noviembre | 14:00      |            |

- Partido jugado en sede alterna al no estar listo el estadio de Jaguares de Jalisco
- Partido jugado en sede alterna al ser ocupado por Leviatán Fútbol Club el estadio Neza 86.

## Tabla general
| Pos. | Equipo                     | Pts. | PJ | G  | E | P  | GF | GC | Dif. | Clasificación             |
| ---- | -------------------------- | ---- | -- | -- | - | -- | -- | -- | ---- | ------------------------- |
| 1    | Chapulineros de Oaxaca (C) | 39   | 14 | 13 | 1 | 0  | 42 | 9  | +33  | Clasificación a Liguilla. |
| 2    | Jaguares de Jalisco        | 30   | 14 | 10 | 1 | 3  | 37 | 15 | +22  | Clasificación a Liguilla. |
| 3    | Industriales de Naucalpan  | 24   | 14 | 7  | 3 | 4  | 21 | 19 | +2   | Clasificación a Liguilla. |
| 4    | Furia Roja F. C.           | 20   | 14 | 6  | 3 | 5  | 27 | 24 | +3   | Clasificación a Liguilla. |
| 5    | Real Tlamazolan            | 16   | 14 | 6  | 2 | 6  | 20 | 20 | 0    |                           |
| 6    | Halcones de Querétaro      | 14   | 14 | 4  | 2 | 8  | 21 | 35 | −14  |                           |
| 7    | Neza F. C.                 | 8    | 14 | 3  | 2 | 9  | 16 | 28 | −12  |                           |
| 8    | Atlético Capitalino        | 0    | 14 | 0  | 0 | 14 | 13 | 47 | −34  |                           |

Actualizado a los partidos jugados el 21 de noviembre de 2021.
 Fuente: LBM
Criterios de clasificación: Puntos · Diferencia de goles · Goles a favor · Play-off
Notas:
1. ↑  Al equipo se le descontaron tres puntos por incumplir la regla de minutos para jugadores menores.
2. ↑  Al equipo se le descontaron tres puntos por incumplir la regla de minutos para jugadores menores.

### Evolución de la clasificación
| Jornada                   | 1 | 2 | 3 | 4 | 5 | 6 | 7 | 8 | 9 | 10 | 11 | 12 | 13 | 14 |
| Equipo                    |   |   |   |   |   |   |   |   |   |    |    |    |    |    |
| ------------------------- | - | - | - | - | - | - | - | - | - | -- | -- | -- | -- | -- |
| Chapulineros de Oaxaca    | 2 | 1 | 1 | 1 | 1 | 1 | 1 | 1 | 1 | 1  | 1  | 1  | 1  | 1  |
| Jaguares de Jalisco       | 5 | 4 | 2 | 2 | 2 | 2 | 2 | 2 | 2 | 2  | 2  | 2  | 2  | 2  |
| Industriales de Naucalpan | 3 | 6 | 6 | 6 | 6 | 6 | 4 | 5 | 5 | 4  | 4  | 3  | 3  | 3  |
| Furia Roja                | 4 | 2 | 5 | 4 | 4 | 3 | 3 | 3 | 3 | 3  | 3  | 4  | 4  | 4  |
| Real Tlamazolan           | 1 | 3 | 3 | 3 | 3 | 4 | 5 | 4 | 4 | 5* | 5* | 5* | 5* | 5  |
| Halcones de Querétaro     | 8 | 8 | 8 | 7 | 7 | 7 | 7 | 7 | 7 | 7  | 7  | 7  | 7  | 6  |
| Neza                      | 7 | 5 | 4 | 5 | 5 | 5 | 6 | 6 | 6 | 6  | 6  | 6  | 6  | 7  |
| Atlético Capitalino       | 6 | 7 | 7 | 8 | 8 | 8 | 8 | 8 | 8 | 8* | 8* | 8* | 8* | 8  |

* Con partido pendiente al terminar la jornada.
* Real Tlamazolan y Neza FC fueron castigados con resta de 3 puntos al no cumplir la regla de menores.

## Liguilla
|  | Semifinales                                                    | Semifinales                                                    | Semifinales                                                    | Semifinales                                                    | Semifinales                                                    |   |   | Final                                                         | Final                                                         | Final                                                         | Final                                                         | Final                                                         |  |
|  | 24 de noviembre de 2021 (ida) 27 de noviembre de 2021 (vuelta) | 24 de noviembre de 2021 (ida) 27 de noviembre de 2021 (vuelta) | 24 de noviembre de 2021 (ida) 27 de noviembre de 2021 (vuelta) | 24 de noviembre de 2021 (ida) 27 de noviembre de 2021 (vuelta) | 24 de noviembre de 2021 (ida) 27 de noviembre de 2021 (vuelta) |   |   | 5 de diciembre de 2021 (ida) 12 de diciembre de 2021 (vuelta) | 5 de diciembre de 2021 (ida) 12 de diciembre de 2021 (vuelta) | 5 de diciembre de 2021 (ida) 12 de diciembre de 2021 (vuelta) | 5 de diciembre de 2021 (ida) 12 de diciembre de 2021 (vuelta) | 5 de diciembre de 2021 (ida) 12 de diciembre de 2021 (vuelta) |  |
|  |                                                                |                                                                |                                                                |                                                                |                                                                |   |   |                                                               |                                                               |                                                               |                                                               |                                                               |  |
|  |                                                                |                                                                |                                                                |                                                                |                                                                |   |   |                                                               |                                                               |                                                               |                                                               |                                                               |  |
|  | 1                                                              | Chapulineros                                                   | 0                                                              | 4                                                              | 4                                                              |   |   |                                                               |                                                               |                                                               |                                                               |                                                               |  |
|  | 1                                                              | Chapulineros                                                   | 0                                                              | 4                                                              | 4                                                              |   |   |                                                               |                                                               |                                                               |                                                               |                                                               |  |
|  | 4                                                              | Furia Roja                                                     | 0                                                              | 0                                                              | 0                                                              |   |   |                                                               |                                                               |                                                               |                                                               |                                                               |  |
|  | 4                                                              | Furia Roja                                                     | 0                                                              | 0                                                              | 0                                                              |   | 1 | Chapulineros                                                  | 1                                                             | 1                                                             | 2                                                             |                                                               |  |
|  |                                                                |                                                                |                                                                |                                                                |                                                                |   | 1 | Chapulineros                                                  | 1                                                             | 1                                                             | 2                                                             |                                                               |  |
|  |                                                                |                                                                | 2                                                              | Jaguares                                                       | 0                                                              | 1 | 1 |                                                               |                                                               |                                                               |                                                               |                                                               |  |
|  | 2                                                              | Jaguares                                                       | 2                                                              | Jaguares                                                       | 0                                                              | 1 | 1 | 3                                                             | 3                                                             | 6                                                             |                                                               |                                                               |  |
|  | 2                                                              | Jaguares                                                       |                                                                |                                                                |                                                                |   |   | 3                                                             | 3                                                             | 6                                                             |                                                               |                                                               |  |
|  | 3                                                              | Industriales                                                   | 2                                                              | 1                                                              | 3                                                              |   |   |                                                               |                                                               |                                                               |                                                               |                                                               |  |
|  | 3                                                              | Industriales                                                   | 2                                                              | 1                                                              | 3                                                              |   |   |                                                               |                                                               |                                                               |                                                               |                                                               |  |
|  |                                                                |                                                                |                                                                |                                                                |                                                                |   |   |                                                               |                                                               |                                                               |                                                               |                                                               |  |

### Semifinales
| 24 de noviembre | Furia Roja Fútbol Club | 0:0 | Chapulineros de Oaxaca | Estadio Ramírez Nogales, Jesús María, Jalisco |  |
| 16:00           |                        |     |                        |                                               |  |

| 27 de noviembre | Chapulineros de Oaxaca                                                      | 4:0 (1:0) (Global 4:0) | Furia Roja Fútbol Club | Estadio Independiente MRCI, San Jerónimo Tlacochahuaya, Oaxaca |  |
| 16:00           | Donato Estala 31' · Alan García 77' · Antonio Pedroza 88' · José Ocho a 89' |                        |                        |                                                                |  |

| 24 de noviembre | Industriales de Naucalpan                | 2:3 (2:1) | Jaguares de Jalisco                        | Estadio Momoxco, Milpa Alta, Ciudad de México |  |
| 12:00           | Emiliano Mondragón 4' · Ángel Zapata 21' |           | Erik Galván 28', 87' · Leonel Anguiano 89' |                                               |  |

| 27 de noviembre | Jaguares de Jalisco                                    | 3:1 (2:0) (Global 6:3) | Industriales de Naucalpan | Complejo Deportivo Jaguares, Zapopan, Jalisco |  |
| 18:00           | José Damian 1' · José Jayasi 20' · Gregorio Torres 63' |                        | Sebastian Bedoya 75'      |                                               |  |

### Final
| 5 de diciembre | Jaguares de Jalisco | 0:1 (0:0) | Chapulineros de Oaxaca | Complejo Deportivo Jaguares, Zapopan, Jalisco, México |  |
| 12:00          |                     |           | David Ávalos 33'       |                                                       |  |

| 12 de diciembre | Chapulineros de Oaxaca | 1:1 (1:0) (Global 2:1) | Jaguares de Jalisco | Estadio Independiente MRCI, San Jerónimo Tlacochahuaya, Oaxaca, México |  |
| 12:00           |                        |                        |                     |                                                                        |  |

| Campeón Torneo 2021 |
| ------------------- |
|                     |
| Chapulineros        |
| 2.° título          |

## Estadísticas

### Máximos goleadores
Lista con los máximos goleadores del torneo.

Fecha de actualización: 21 de noviembre de 2021
| Posición | Jugador                   | Club                      | Goles |
| -------- | ------------------------- | ------------------------- | ----- |
| 1°       | Christian Nieves          | Jaguares de Jalisco       | 15    |
| =        | Víctor Hugo Lojero        | Chapulineros de Oaxaca    | 15    |
| 3°       | Juan Carlos Martínez      | Furia Roja Fútbol Club    | 10    |
| 4°       | Daniel Mendoza            | Furia Roja Fútbol Club    | 8     |
| 5°       | Omar Arellano Riveron     | Chapulineros de Oaxaca    | 6     |
| 6°       | Gregorio Torres Ramírez   | Jaguares de Jalisco       | 5     |
| =        | Alejandro Castillo        | Real Tlamazolan           | 5     |
| =        | Luis Páez                 | Neza FC                   | 5     |
| 9°       | Vicente Morales           | Halcones de Querétaro     | 4     |
| =        | Cristián Bedoya           | Industriales de Naucalpan | 4     |
| 11°      | Daniel Ramírez Monroy     | Industriales de Naucalpan | 3     |
| =        | Donato Estala             | Chapulineros de Oaxaca    | 3     |
| =        | Alan García Chávez        | Chapulineros de Oaxaca    | 3     |
| =        | Rubén Bustamante          | Jaguares de Jalisco       | 3     |
| =        | César de la Peña          | Halcones de Querétaro     | 3     |
| =        | José Damián               | Jaguares de Jalisco       | 3     |
| =        | Luis González             | Neza FC                   | 3     |
| 18°      | Jesús Caudillo            | Jaguares de Jalisco       | 2     |
| =        | Ramón Maldonado           | Chapulineros de Oaxaca    | 2     |
| =        | Sergio Meza               | Atlético Capitalino       | 2     |
| =        | Marvin Piñón              | Real Tlamazolan           | 2     |
| =        | Luis Mendoza              | Neza FC                   | 2     |
| =        | Fernando Ramos            | Industriales de Naucalpan | 2     |
| =        | Yoset Gerónimo            | Halcones de Querétaro     | 2     |
| =        | Azarias Molina            | Atlético Capitalino       | 2     |
| =        | David Mariscal            | Furia Roja Fútbol Club    | 2     |
| =        | Gregorio Rubio            | Industriales de Naucalpan | 2     |
| =        | Edgar Morales             | Furia Roja Fútbol Club    | 2     |
| =        | Antonio Pedroza           | Chapulineros de Oaxaca    | 2     |
| =        | David Ávalos              | Chapulineros de Oaxaca    | 2     |
| =        | Eder García               | Halcones de Querétaro     | 2     |
| =        | José Ochoa                | Chapulineros de Oaxaca    | 2     |
| =        | Luis González             | Real Tlamazolan           | 2     |
| =        | Christian Sánchez         | Neza FC                   | 2     |
| =        | Richard Ruíz              | Chapulineros de Oaxaca    | 2     |
| =        | Miguel Rojas              | Chapulineros de Oaxaca    | 2     |
| 36°      | Francisco Flores          | Atlético Capitalino       | 1     |
| =        | Santiago Giraldo González | Real Tlamazolan           | 1     |
| =        | Diego Castellanos         | Real Tlamazolan           | 1     |
| =        | José García               | Real Tlamazolan           | 1     |
| =        | Jesús Mendoza             | Furia Roja Fútbol Club    | 1     |
| =        | Ignacio García            | Furia Roja Fútbol Club    | 1     |
| =        | Juan Martínez             | Jaguares de Jalisco       | 1     |
| =        | Ernesto Orozco            | Real Tlamazolan           | 1     |
| =        | Jorge Luis Ríos           | Neza FC                   | 1     |
| =        | Julio Cataño              | Halcones de Querétaro     | 1     |
| =        | José López                | Real Tlamazolan           | 1     |
| =        | Erik Galván               | Jaguares de Jalisco       | 1     |
| =        | Edder Mondragón           | Jaguares de Jalisco       | 1     |
| =        | Nicolás Mantilla          | Halcones de Querétaro     | 1     |
| =        | Ángel Magallanes          | Halcones de Querétaro     | 1     |
| =        | Axel Villagrán            | Atlético Capitalino       | 1     |
| =        | William Emmanuel          | Neza FC                   | 1     |
| =        | Daniel López              | Atlético Capitalino       | 1     |
| =        | Francisco Domínguez       | Atlético Capitalino       | 1     |
| =        | Emiliano Mondragón        | Industriales de Naucalpan | 1     |
| =        | Rogelio Trejo             | Industriales de Naucalpan | 1     |
| =        | Martín Rangel             | Jaguares de Jalisco       | 1     |
| =        | Daniel Rodríguez          | Furia Roja Fútbol Club    | 1     |
| =        | Noé Maya                  | Chapulineros de Oaxaca    | 1     |
| =        | Erick Samano              | Atlético Capitalino       | 1     |
| =        | Andrick Sánchez           | Atlético Capitalino       | 1     |
| =        | Christian Herrera         | Industriales de Naucalpan | 1     |
| =        | Orlando Mondragón         | Industriales de Naucalpan | 1     |
| =        | Iván Solís                | Halcones de Querétaro     | 1     |
| =        | Héctor Acosta             | Real Tlamazolan           | 1     |
| =        | Fernando Mendoza          | Chapulineros de Oaxaca    | 1     |
| =        | Diego Ibarra              | Jaguares de Jalisco       | 1     |
| =        | David Cardona             | Real Tlamazolan           | 1     |
| =        | Christian Agosto          | Industriales de Naucalpan | 1     |
| =        | José Jayasi               | Jaguares de Jalisco       | 1     |
| =        | Rafael García             | Halcones de Querétaro     | 1     |
| =        | Daniel Jiménez            | Halcones de Querétaro     | 1     |
| =        | Kevin Salazar             | Neza FC                   | 1     |
| =        | José Jaimes               | Furia Roja Fútbol Club    | 1     |
| =        | Diego Cervantes           | Jaguares de Jalisco       | 1     |
| =        | Daniel Valdez             | Industriales de Naucalpan | 1     |
| =        | Juan Pablo Atti           | Atlético Capitalino       | 1     |
| =        | Ángel Sánchez             | Halcones de Querétaro     | 1     |
| =        | Mario Oseguera            | Real Tlamazolan           | 1     |
| =        | Francisco González        | Real Tlamazolan           | 1     |
| =        | Erick Izquierdo           | Halcones de Querétaro     | 1     |
| =        | Ayrton Samano             | Atlético Capitalino       | 1     |
| =        | Manuel Zapata             | Real Tlamazolan           | 1     |
| =        | Alexis López              | Atlético Capitalino       | 1     |
| =        | Ángel Zapata              | Industriales de Naucalpan | 1     |
| =        | Iván Osorio               | Industriales de Naucalpan | 1     |

#### Tripletes o más
| Jugador               | Local                     | Resultado | Visita                 | Goles       | Fecha                   | Jornada |
| --------------------- | ------------------------- | --------- | ---------------------- | ----------- | ----------------------- | ------- |
| Daniel Ramírez Monroy | Industriales de Naucalpan | 3 - 0     | Halcones de Querétaro  | 32' 58' 80' | 21 de agosto de 2021    | 1       |
| Víctor Hugo Lojero    | Chapulineros de Oaxaca    | 7 - 0     | Furia Roja Fútbol Club | 09' 13' 45' | 4 de septiembre de 2021 | 3       |
| Christian Nieves      | Neza FC                   | 1 - 4     | Jaguares de Jalisco    | 15' 37' 67' | 3 de octubre de 2021    | 7       |
| Víctor Hugo Lojero    | Atlético Capitalino       | 3 - 5     | Chapulineros de Oaxaca | 5' 24' 62'  | 9 de octubre de 2021    | 8       |
| Christian Nieves      | Atlético Capitalino       | 0 - 6     | Jaguares de Jalisco    | 39' 83' 86' | 30 de octubre de 2021   | 11      |
| Christian Nieves      | Jaguares de Jalisco       | 4 - 3     | Neza FC                | 20' 40' 60' | 19 de noviembre de 2021 | 14      |